# Nadace Malina
Nadace Malina byla nadace založená Danielem Landou a Romanem Krestou. Jejím cílem je předcházet krizovým situacím na silnicích.
Mezi lety 2003 a 2005 vydala na 111 000 kusů videokazet s názvem Bourá jen blb?, která byla sponzorovaná ze soukromých darů a mezi zájemce byly distribuovány zdarma. Mezi další úspěšné projekty patří videokazeta Auto je zbraň jež obdržel každý úspěšný absolvent řidičského výcviku – videonahrávka vznikla ve spolupráci s odborem Ministerstva dopravy BESIP (hraje v ní mimo jiné i bývalý ministr dopravy Milan Šimonovský)